# Kościół św. Ducha w Sieradzu
Kościół Świętego Ducha w Sieradzu – rzymskokatolicki kościół cmentarny znajdujący się w Sieradzu, w województwie łódzkim.

## Historia i wnętrze
Świątynia wzniesiona na Przedmieściu Warckim (dawniej: Przedmieście św. Ducha) w 1416 roku jako wotum za zwycięstwo pod Grunwaldem. W 1853 roku została przeniesiona na cmentarz parafialny, gdzie znajduje się do dziś. Budowla drewniana, konstrukcji zrębowej, oszalowana. Wewnątrz mieści się m.in. krucyfiks z XIX wieku z malowanym na czarno posągiem Chrystusa. Ołtarz reprezentuje styl barokowy i został wykonany w drugiej połowie XVIII stulecia. Stacje Drogi Krzyżowej zostały wykonane przez artystę ludowego, rzeźbiarza Stanisława Korpę.